# UB-47号潜艇
陛下之UB-47号艇是德意志帝国海军于第一次世界大战期间建造的最后一艘UB-II型近岸潜艇或称U艇。它由不来梅的威悉船厂承建，自1915年9月4日开始铺设龙骨。其全长36.9米，水面及水下排水量分别为272吨和305吨，艇载武器则包括两具500毫米的艇艏鱼雷发射管以及一门88毫米口径甲板炮。完工后的艇体被拆解成若干部分并通过铁路运输至奥匈帝国港口普拉进行重新组装，并于1916年6月在当地下水，至7月交付使用。
UB-47号在入役后先是被编入普拉区舰队，并参与了地中海潜艇战。在为期一年多的时间里，该艇共击沉了22艘协约国或中立国舰船，其中包括法国战列舰高卢人号以及被征用作运兵船的两艘冠达邮轮法兰克尼亚号和艾弗尼亚号。然而，德意志帝国海军在当时难以为潜艇配备足够的受训船员，于是提出将UB-47号及其另一艘姊妹艇UB-43号售予奥匈帝国海军。当双方于1917年6月就条款达成一致后，两艘艇都在普拉完成移交。进入奥匈帝国海军服役时，其编号中的字母“B”被去掉，成为U-47号（或称U-XLVII号）。此后，它至战争结束前又击沉了3艘商船。1920年，U-47号作为战争赔款被割让予法国，并于同年拖至比塞大拆解报废。

## 设计及建造
第一次世界大战爆发后，随着U艇战形势的发展，UB-I型潜艇排水量过小、适航性不佳、推进系统可靠性低等问题愈发凸显。一个主要问题是，由于它们只有单个螺旋桨轴和发动机组合，如果其中任何一个部件发生故障，潜艇就会几乎完全失效。为了纠正相关缺陷，潜艇监察局于1915年4月研发了UB-I型潜艇的放大版——UB-II型。UB-II型艇采用了双桨双发配置（每个发动机驱动一根轴），同时也提高了潜艇的航速。新的设计还包括续航能力更强的蓄电池、更大的鱼雷发射管和甲板炮。作为UB-II型艇的一份子，UB-47号还可以携带两倍于UB-I型的鱼雷载荷，以及将近十倍的燃料。为了适应所有这些变化，其艇体更大，而且水面和水下排水量均是UB-I型艇的两倍以上。
UB-47号是不来梅威悉船厂承建的UB-II型第二批次（UB-42至UB-47号）末艇，由德国国家海军办公室于1915年7月31日订购。其全长36.90米，舷宽4.37米。艇体采用单壳体加鞍形水柜构造，浮起时的吃水深度为3.69米，水面及水下排水量分别为272吨和305吨。主机为两台戴姆勒六缸四冲程270匹公制馬力（200千瓦特）柴油机用于水面运行，以及两台280匹公制馬力（210千瓦特）的西门子-舒克特电动发电机用于水下航行；水面最高航速8.82節（16.33每小時），水下6.22節（11.52每小時）；能够在水面以5节航速续航6,940海里（12,850），或以5節（9.3每小時）连续在水下航行45海里（83）而无需充电。蓄电池被放置在中央潜柜的前方，以配平更重的发动机安装。其最大潜水深度为50米，潜没需时为30－45秒。
UB-47号的主武器为两具500毫米艇艏鱼雷发射管，采用层叠式布局，以实现可以创造最佳表面效率的舷弧设计；鱼雷携带量为4枚，威力亦显著提高。辅助武器是一门88毫米30倍径速射炮。司令塔增加了一具潜望镜，并配备了1根两段式可伸缩通信桅杆，前水平舵外形也做了调整。其标准船员编制为2名军官加21名水兵。
UB-47号自1915年9月4日开始铺设龙骨。由于舷宽突破了铁路限界，大多数UB-II型艇都是在竣工后独力驶往作战港口，但作为在建造中即被指派至地中海服役的六艘姊妹艇之一，UB-47号仍然是通过铁路运往奥匈帝国的海军基地普拉。解决办法是将艇体纵向剖开，分成大致相等的若干部分后，再通过铁路平车装运。威悉船厂的工人会在普拉重新组装该艇，UB-47号于1916年6月17日在当地下水。

## 德国役期
1916年7月4日，UB-47号在首次担任艇长、时年28岁的海军中尉沃尔夫冈·施泰因鲍尔的指挥下正式入役。它随即被编入普拉区舰队（后改称地中海区舰队），并在那里度过了整个德国役期。尽管区舰队的基地设于奥匈帝国的军港普拉，但其下属潜艇却主要在更南端、更靠近地中海的卡塔罗基地执行任务。它们通常只会返回普拉进行维修。
8月17日，施泰因鲍尔率领UB-47号取得首个战功，在在马塔潘角以南击沉了意大利客轮斯坦帕利亚号（Stampalia）。尽管意大利与德国在短期内尚不会正式开战，但在地中海的德国潜艇经常伪装成奥匈帝国的潜艇，并打着该国海军的旗号攻击意大利船只。斯坦帕利亚号是一艘容积总吨为9000吨的远洋客轮，以前曾在纽约和热那亚之间展开商业航行，且为首批配备武器抵御潜艇攻击的意大利商船之一。沉没时，这艘船正在为意大利政府服务，但没有搭载任何乘客；袭击中也没有来自斯坦帕利亚号的人员伤亡报告。
三周后，UB-47号在施泰因鲍尔麾下又取得三连杀，在同一天内击沉了三艘船。9月8日，从马耳他开往穆兹罗斯的英国货轮布特敦号（Butetown）在马塔潘角西南偏西约55海里（102）处沉没，当时船上载有煤炭和其他货物。UB-47号还袭击了7海里（13）外的另一艘英国轮船兰戈斯号（Llangorse），导致这艘正驶向萨洛尼卡、装载有加拿大燕麦的货船沉入海底。第三艘受害者则是从塞浦路斯驶往利物浦的希腊轮船斯佩采号（Spetzai）号，于同一地点被击沉。全部三艘船都没有人员伤亡；其中布特敦号和兰戈斯号的船员获救后于9月16日在马赛登岸。
10月4日，当UB-47号在马耳他以东约195海里（361）的35°56′N 18°30′E / 35.933°N 18.500°E处击沉冠达邮轮法兰克尼亚号时，施泰因鲍尔取得了其军旅生涯中的最大战功。这艘全长625英尺（191）、舷宽72英尺（22）、容积总吨高达18510吨的法兰克尼亚号因为配备可供乘客泡澡和淋浴的设施而在当时被昵称为“浴船”，是一战期间被U艇击沉的第五大船舶。自1915年2月以来，法兰克尼亚号一直作为运兵船服役，但在受袭时并未搭载军队。医疗船多佛尔城堡号从法兰克尼亚号救出了302名幸存者，但仍有12人在袭击中丧生。
UB-47号的下一项成就于一周后、即10月4日取得，当时5002总吨的英国轮船克罗斯希尔号（Crosshill）在马耳他以西沉没，造成4人遇难。德国军方于10月20日才宣布施泰因鲍尔击沉了这艘船，报称克罗斯希尔号搭载的货物包括马匹和塞尔维亚籍马夫。翌日，一艘前往亚历山大港的英国货轮索贝克号（Sebek）在戈佐岛东南部遭到鱼雷袭击。尽管德国海军部宣称其被击沉，但索贝克号的船长设法将船搁浅，使其幸免于难。10月14日，UB-47号在西西里岛的锡拉库萨附近接连击沉了五艘意大利小型帆船，吨位从32至80总吨不等。第二天，随着希腊轮船阿维斯号（Avis）被击沉，UB-47号结束了10月的征程。UB-47号于10月的击沉船舶总吨数为24776吨，占所有德国潜艇在地中海击沉总数的近20%。

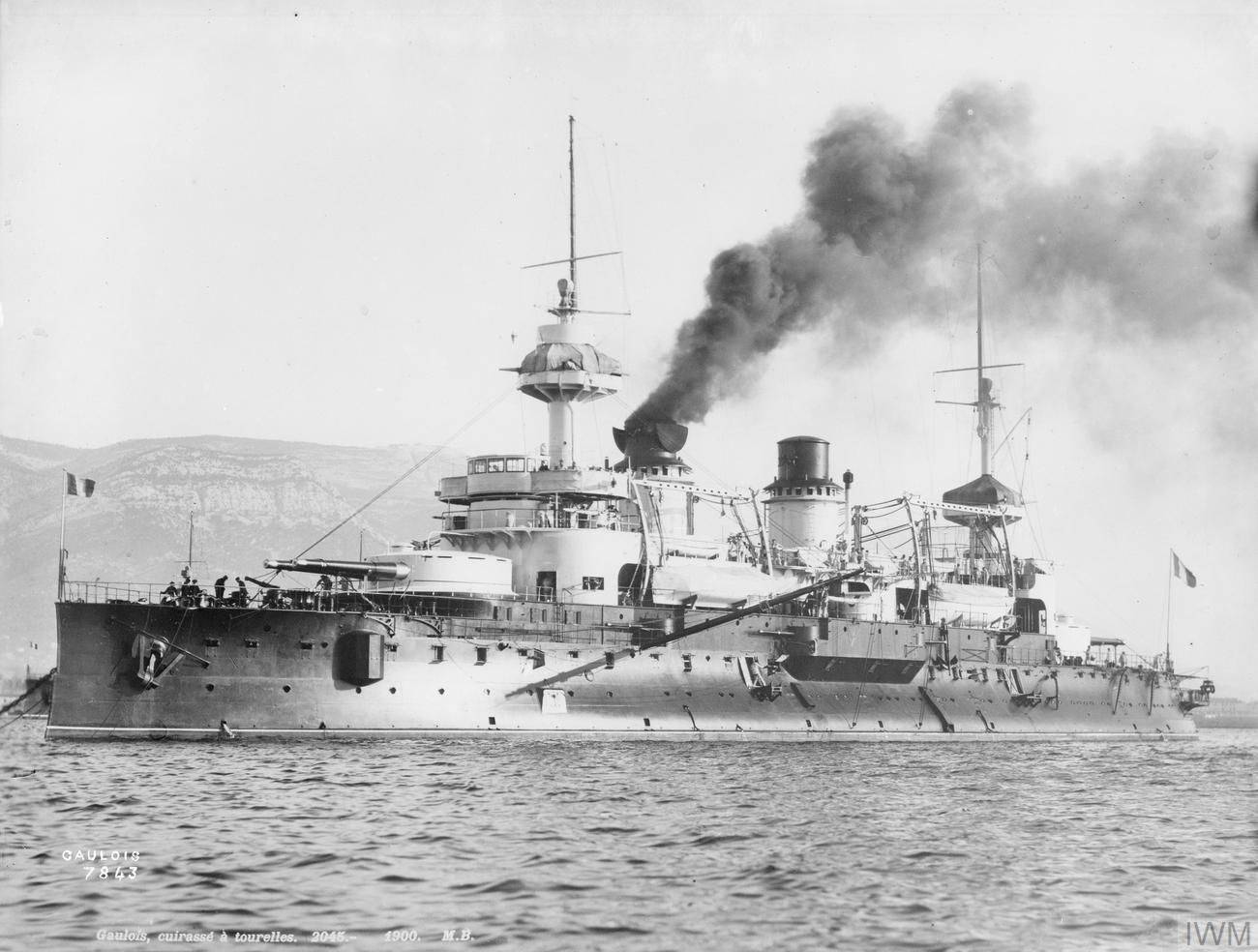
法国战列舰高卢人号于1916年12月遭UB-47号击沉

12月27日，当施泰因鲍尔在爱琴海巡逻时，遇到了法国海军的前无畏舰高卢人号。尽管后者有轻巡洋舰和武装拖网船作掩护，UB-47号还是在基西拉岛以东海面击沉了这艘排水量达11100吨的战列舰。有2人在最初的爆炸中阵亡，另外2人则在随后的爆炸中丧生；而高卢人号的标准船员编制为631人。五天后，即1917年元旦，UB-47号在距离马塔潘角对开约58海里（107）的35°30′N 22°53′E / 35.500°N 22.883°E处击沉了被征用作运兵船的另一艘冠达邮轮艾弗尼亚号。其船长威廉·T·特纳（William T. Turner）也曾是著名的卢西塔尼亚号于1915年5月被击沉时的船长；在他的指挥下，14278总吨的艾弗尼亚号在运送军队前往萨洛尼卡途中遭UB-47号击沉。由于艾弗尼亚号沉没时遭遇恶劣天气，导致120名官兵和33名船员在袭击中遇难。与法兰克尼亚号类似，高卢人号和艾弗尼亚号都是战争期间被U艇击沉的最大船只之一；其中艾弗尼亚号位列第20。在袭击艾弗尼亚号的两天后，UB-47号又发射鱼雷击伤了英国轮船匈特森号（Huntsend），造成1人死亡。8826总吨的匈特森号前身是北德劳埃德邮轮吕措号，于1914年8月在地中海被英国海军缴获；它与UB-47号一样，都是由威悉公司在不来梅建造。
1917年3月1日，UB-47号在苏达湾附近以鱼雷击伤了英国轮船欧忒耳佩号（Euterpe），造成2人丧生。一周后的3月8日，施泰因鲍尔率UB-47号击沉了其任内的最后一艘船，在锡德罗角对开约52海里（96）处将乔治亚人号（Georgian）送入海底。这艘1890年下水的英国轮船容积总吨为5088吨，当时载有政府物资；共5名船员在袭击中罹难。
海军中尉汉斯·赫尔曼·温德兰特于4月1日接替施泰因鲍尔担任UB-47号艇长。在首次指挥U艇一周后，30岁的温德兰特在同一天（4月8日）击沉了两艘希腊轮船，取得其首个战功。当时，利瓦索号（Livatho）正空载从萨洛尼卡前往纽约，却在克里特岛西北部被UB-47号船员截停，并登船装药炸沉。奈斯托斯号（Nestos）则是从纽约运送小麦前往比雷埃夫斯的途中，在萨皮恩察岛对开约50海里（93）处被炮弹击沉。三天后，英国轮船斯法尔夫法号（Cyfarthfa）在安迪基西拉岛对开约32海里（59）处遭到鱼雷袭击。斯法尔夫法号的船长当时正从瓦赫兰前往萨洛尼卡，则被温德兰特俘虏。
温德兰特率UB-47号于6月27日击沉了希腊驱逐舰光荣号，这是一艘排水量为350吨的胜利级驱逐舰。尽管光荣号是希腊皇家海军的一份子，但已于1916年10月被法国强占，当它在墨西拿海峡遭潜艇的鱼雷击沉时，实际是一艘全由法国船员操纵的法国舰艇；共有29名水兵在袭击中丧生。三天后，温德兰特在西西里岛以东击沉了各约100总吨的意大利帆船。7月2日，UB-47号又袭击了来自卡拉奇的日本轮船新生丸（Shinsan Maru），船上载有一批要运往意大利的小麦。它是在克里特岛与西西里岛之间的海域被温德兰特用鱼雷击沉。新生丸也成为UB-47号在德国服役期间击沉的最后一艘船。
7月21日，UB-47号在普拉除役并移交予奥匈帝国海军。在为期一年多的德意志帝国海军服役生涯中，UB-47号累计击沉20艘容积总吨为76195吨的商船、击伤3艘16967总吨的商船，以及击沉了2艘总排水量为11450吨的军舰。

## 奥匈帝国役期
1916年11月，由于难以向远在普拉的潜艇派遣足够的受训船员，德意志帝国海军遂征询其盟友奥匈帝国是否有兴趣购买一部分已部署在地中海的德国潜艇。为达成全面协议，双方展开了旷日持久的谈判，而谈判也因奥匈帝国的黄金储备流向德国而陷入僵局。但是，随着所有细节都得到解决，双方同意在1917年6月向奥匈帝国出售UB-47号及其姊妹艇UB-43号。
当德国人于7月21日移交UB-47号时，它已经损耗严重。尽管状况不佳，该艇还是于1917年7月30日以U-47号之名投入奥匈帝国海军服役，惟将字母“B”从原编号中删除。海军上尉奥托·莫利托被任命为该艇的新任指挥官。U-47号在奥匈帝国服役的首个战功是在将近六个月后、即1918年1月12日才取得，当时从西贡驶来的法国轮船云母号（Mica）在距离其目的地不远的米洛斯岛附近遭莫利托发射鱼雷击沉。
1918年4月初，海军上尉赖希斯弗赖赫尔·胡戈·冯·赛弗蒂茨接替莫利托担任U-47号艇长，一个月后，赛弗蒂茨便取得了首个战功。5月10日，建于1900年、载重5203总吨的英国轮船伊廷达号（Itinda）号在利比亚的苏萨北部海域沉没，造成1人死亡。赛弗蒂茨的下一项战功是在9月取得。20日，U-47号在卡塔罗附近的亚得里亚海向法国海军潜艇喀耳刻号发射鱼雷，击沉了后者。喀耳刻号艇上仅1人获救。
当战争结束时，U-47号正身处卡塔罗。在奥匈帝国海军的服役生涯中，U-47号共击沉2艘容积总吨为6201吨的商船，以及1艘排水量为351吨的军舰。战后，U-47号于1920年作为战争赔款被割让予法国，并拖至比塞大，不到一年时间内便在当地拆解报废。

## 袭击历史摘要

### 作为德国UB-47号

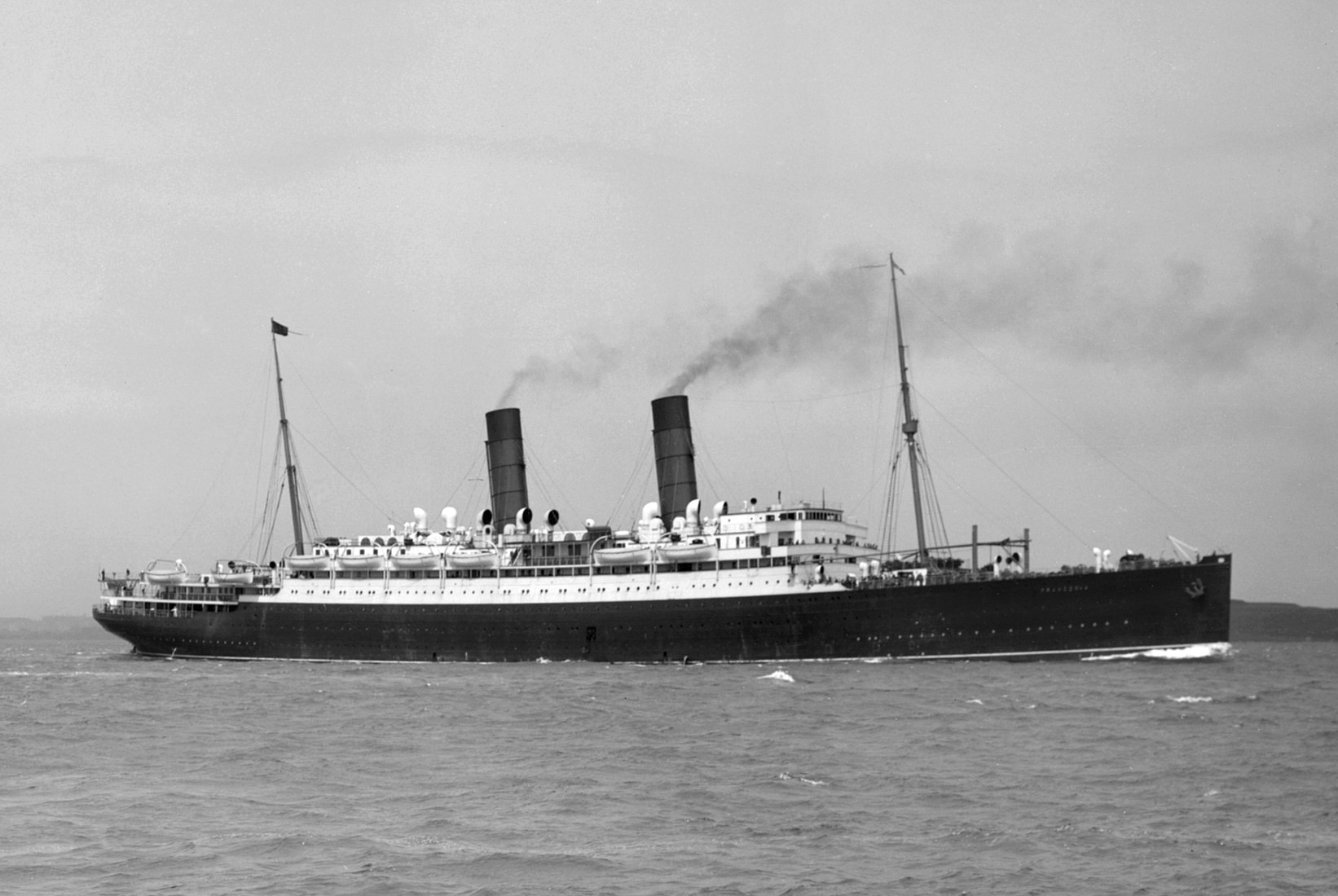
被UB-47号击沉的法兰克尼亚号邮轮 (1910年)同时也是一战期间被U艇击沉的第五大船

| 日期           | 船名         | 船籍                 | 吨位               | 结局 |
| -------------- | ------------ | -------------------- | ------------------ | ---- |
| 1916年8月17日  | 斯坦帕利亚号 | 義大利王國           | 9000               | 击沉 |
| 1916年9月8日   | 布特敦号     | 英国                 | 3789               | 击沉 |
| 1916年9月8日   | 兰戈斯号     | 英国                 | 3841               | 击沉 |
| 1916年9月8日   | 斯佩采号     | 希腊                 | 1904               | 击沉 |
| 1916年10月4日  | 法兰克尼亚号 | 英国                 | 18510              | 击沉 |
| 1916年10月11日 | 克罗斯希尔号 | 英国                 | 5002               | 击沉 |
| 1916年10月12日 | 索贝克号     | 英国                 | 4601               | 击伤 |
| 1916年10月14日 | 安农齐亚塔号 | 義大利王國           | 61                 | 击沉 |
| 1916年10月14日 | 埃琳娜号     | 義大利王國           | 52                 | 击沉 |
| 1916年10月14日 | 新S·路易吉号 | 義大利王國           | 39                 | 击沉 |
| 1916年10月14日 | 救赎者号     | 義大利王國           | 80                 | 击沉 |
| 1916年10月14日 | 新康塞蒂娜号 | 義大利王國           | 32                 | 击沉 |
| 1916年10月15日 | 阿维斯号     | 希腊                 | 1000               | 击沉 |
| 1916年12月27日 | 高卢人号     | 法国海军             | 11100              | 击沉 |
| 1917年1月1日   | 艾弗尼亚号   | 英国                 | 14278              | 击沉 |
| 1917年1月3日   | 匈特森号     | 英国                 | 8826               | 击伤 |
| 1917年3月1日   | 欧忒耳佩号   | 英国                 | 3540               | 击伤 |
| 1917年3月8日   | 乔治亚人号   | 英国                 | 5088               | 击沉 |
| 1917年4月8日   | 利瓦索号     | 希腊                 | 2922               | 击沉 |
| 1917年4月8日   | 奈斯托斯号   | 希腊                 | 4060               | 击沉 |
| 1917年4月11日  | 斯法尔夫法号 | 英国                 | 3014               | 击沉 |
| 1917年6月27日  | 光荣号       | 希腊海军             | 350                | 击沉 |
| 1917年6月30日  | 康塞蒂娜号   | 義大利王國           | 113                | 击沉 |
| 1917年6月30日  | 圣家号       | 義大利王國           | 98                 | 击沉 |
| 1917年7月2日   | 新生丸       | 日本                 | 3312               | 击沉 |
|                |              | 击沉： 击伤： 总计： | 87645 16967 104612 |      |

### 作为奥匈帝国U-47号
| 日期          | 船名     | 船籍     | 吨位 | 结局 |
| ------------- | -------- | -------- | ---- | ---- |
| 1918年1月12日 | 云母号   | 法國     | 998  | 击沉 |
| 1918年5月10日 | 伊廷达号 | 英国     | 5203 | 击沉 |
| 1918年9月20日 | 喀耳刻号 | 法国海军 | 351  | 击沉 |
|               |          | 总计：   | 6552 |      |

## 脚注
1. 1 2 3 4 5  Helgason, Guðmundur. . German and Austrian U-boats of World War I - Kaiserliche Marine - Uboat.net.   [2009-01-30].
2. 1 2 3  Helgason, Guðmundur. . German and Austrian U-boats of World War I - Kaiserliche Marine - Uboat.net.   [2015-02-03].
3. 1 2 3  Helgason, Guðmundur. . German and Austrian U-boats of World War I - Kaiserliche Marine - Uboat.net.   [2015-02-03].
4. 1 2 3  Helgason, Guðmundur. . German and Austrian U-boats of World War I - Kaiserliche Marine - Uboat.net.   [2009-01-30].
5. 1 2  Helgason, Guðmundur. . German and Austrian U-boats of World War I - Kaiserliche Marine - Uboat.net.   [2022-04-16].
6. 1 2  Helgason, Guðmundur. . German and Austrian U-boats of World War I - Kaiserliche Marine - Uboat.net.   [2022-04-16].
7. 1 2 3 4  Gröner 1991，第23-25頁.
8. 1 2 3  Miller，第48頁.
9. 1 2 3 4  陈进，第47頁.
10. ↑  Williamson，第13頁.
11. 1 2 3 4  Tarrant，第172頁.
12. ↑  Rössler，第50頁.
13. 1 2  Halpern，第383頁.
14. ↑  Miller，第49頁.
15. ↑  Helgason, Guðmundur. . German and Austrian U-boats of World War I - Kaiserliche Marine - Uboat.net.   [2009-03-06].
16. ↑  Halpern，第384頁.
17. 1 2  Helgason, Guðmundur. . German and Austrian U-boats of World War I - Kaiserliche Marine - Uboat.net.   [2009-02-09].
18. ↑  . Chicago Daily Tribune. 1916-08-28: 1.
19. ↑  Gardiner，第341頁.
20. ↑  . The New York Times. 1916-08-20: 2.
21. 1 2 3 4 5  Helgason, Guðmundur. . German and Austrian U-boats of World War I - Kaiserliche Marine - Uboat.net.   [2009-01-30].
22. 1 2  Helgason, Guðmundur. . German and Austrian U-boats of World War I - Kaiserliche Marine - Uboat.net.   [2009-02-09].
23. 1 2  Helgason, Guðmundur. . German and Austrian U-boats of World War I - Kaiserliche Marine - Uboat.net.   [2009-02-09].
24. 1 2  Helgason, Guðmundur. . German and Austrian U-boats of World War I - Kaiserliche Marine - Uboat.net.   [2009-02-09].
25. ↑  . The Washington Post. 1916-09-17: 1.
26. 1 2 3  Helgason, Guðmundur. . German and Austrian U-boats of World War I - Kaiserliche Marine - Uboat.net.   [2009-04-14].
27. 1 2  Helgason, Guðmundur. . German and Austrian U-boats of World War I - Kaiserliche Marine - Uboat.net.   [2009-02-09].
28. ↑  . The Washington Post. 1916-10-06: 1.
29. ↑  Helgason, Guðmundur. . German and Austrian U-boats of World War I - Kaiserliche Marine - Uboat.net.   [2009-02-09].
30. 1 2  . San Francisco Chronicle. 1916-10-21: 2.
31. 1 2 3  Helgason, Guðmundur. . German and Austrian U-boats of World War I - Kaiserliche Marine - Uboat.net.   [2009-02-09].
32. ↑  . The Atlanta Constitution. 1916-10-21: 1.
33. ↑  Helgason, Guðmundur. . German and Austrian U-boats of World War I - Kaiserliche Marine - Uboat.net.   [2009-02-09].
34. ↑  Tarrant，第148頁.
35. 1 2 3  Gibson & Prendergast，第134頁.
36. ↑  Helgason, Guðmundur. . German and Austrian U-boats of World War I - Kaiserliche Marine - Uboat.net.   [2009-02-09].
37. ↑  . The Washington Post. 1916-12-31: 1.
38. ↑  Helgason, Guðmundur. . German and Austrian U-boats of World War I - Kaiserliche Marine - Uboat.net.   [2009-02-09].
39. 1 2  . The New York Times. 12 January 1917: 8.
40. ↑  Helgason, Guðmundur. . German and Austrian U-boats of World War I - Kaiserliche Marine - Uboat.net.   [2009-02-09].
41. ↑  Bonsor，第568頁.
42. ↑  Drechsel，第370頁.
43. ↑  Bonsor，第568–569頁.
44. ↑  Helgason, Guðmundur. . German and Austrian U-boats of World War I - Kaiserliche Marine - Uboat.net.   [2009-02-09].
45. ↑  Helgason, Guðmundur. . German and Austrian U-boats of World War I - Kaiserliche Marine - Uboat.net.   [2009-02-09].
46. ↑  Helgason, Guðmundur. . German and Austrian U-boats of World War I - Kaiserliche Marine - Uboat.net.   [2009-02-09].
47. ↑  . 美丽华船舶索引.   [2009-02-09].
48. ↑  Helgason, Guðmundur. . German and Austrian U-boats of World War I - Kaiserliche Marine - Uboat.net.   [2009-02-09].
49. ↑  . 美丽华船舶索引.   [2009-02-09].
50. ↑  . 美丽华船舶索引.   [2009-02-09].
51. ↑  Helgason, Guðmundur. . German and Austrian U-boats of World War I - Kaiserliche Marine - Uboat.net.   [2009-02-09].
52. ↑  Helgason, Guðmundur. . German and Austrian U-boats of World War I - Kaiserliche Marine - Uboat.net.   [2009-02-09].
53. ↑  Helgason, Guðmundur. . German and Austrian U-boats of World War I - Kaiserliche Marine - Uboat.net.   [2009-02-09].
54. ↑  Helgason, Guðmundur. . German and Austrian U-boats of World War I - Kaiserliche Marine - Uboat.net.   [2009-02-09].
55. ↑  Helgason, Guðmundur. . German and Austrian U-boats of World War I - Kaiserliche Marine - Uboat.net.   [2009-02-09].
56. ↑  Messimer，第272–273頁.
57. ↑  Baumgartner & Sieche，The Austro-Hungarian Submarine Force.
58. ↑  Gardiner，第343頁.
59. ↑  Helgason, Guðmundur. . German and Austrian U-boats of World War I - Kaiserliche Marine - Uboat.net.   [2009-02-09].
60. ↑  Helgason, Guðmundur. . German and Austrian U-boats of World War I - Kaiserliche Marine - Uboat.net.   [2009-02-09].
61. ↑  Helgason, Guðmundur. . German and Austrian U-boats of World War I - Kaiserliche Marine - Uboat.net.   [2009-02-09].
62. ↑  . 美丽华船舶索引.   [2009-02-09].
63. 1 2  Gibson & Prendergast，第389頁.
64. ↑  Helgason, Guðmundur. . German and Austrian U-boats of World War I - Kaiserliche Marine - Uboat.net.   [2009-01-30].